# 比利時—美國關係
美国和比利时保持着友好的双边关系。两国民众继续庆祝美国和比利时的合作关系，2007年是两国关系175周年。
根据2012年《美国全球领导力报告》， 26%的比利时人认可美国的领导力，16%的人不认可，58%的人不确定。

## 历史

### 第一次世界大战(1914年8月4日- 1918年11月11日)
德国人入侵中立国比利时，矿业工程师和后来的总统赫伯特·胡佛建立了援助组织:比利时救济委员会(CRB)和国家援助和粮食委员会。到战争结束时，这些组织已积累了3 000万美元的资金净盈余，用于改善比利时的教育制度。

### 第二次世界大战(1939年9月1日—1945年9月2日)
美国帮助比利时从德国的占领下解放出来，当然英国和加拿大的军队以及比利时自己的抵抗也是有功的。

### 冷战(1947年3月12日- 1991年12月26日)
比利时通过马歇尔计划接受美国援助，旨在重建战后欧洲经济，尽管比利时的经济复苏早于马歇尔计划。比利时和美国都是北约的创始成员国。在朝鲜战争期间，比利时还参加了以美国为首的联合国打击朝鲜入侵韩国的行动。

## 常驻外交使团
- 比利时在华盛顿特区设有大使馆，在亚特兰大、洛杉矶和纽约设有总领事馆。[5]
- 美国在布鲁塞尔设有驻比利时大使馆，并分别向欧盟和北约派遣了使团。[6]

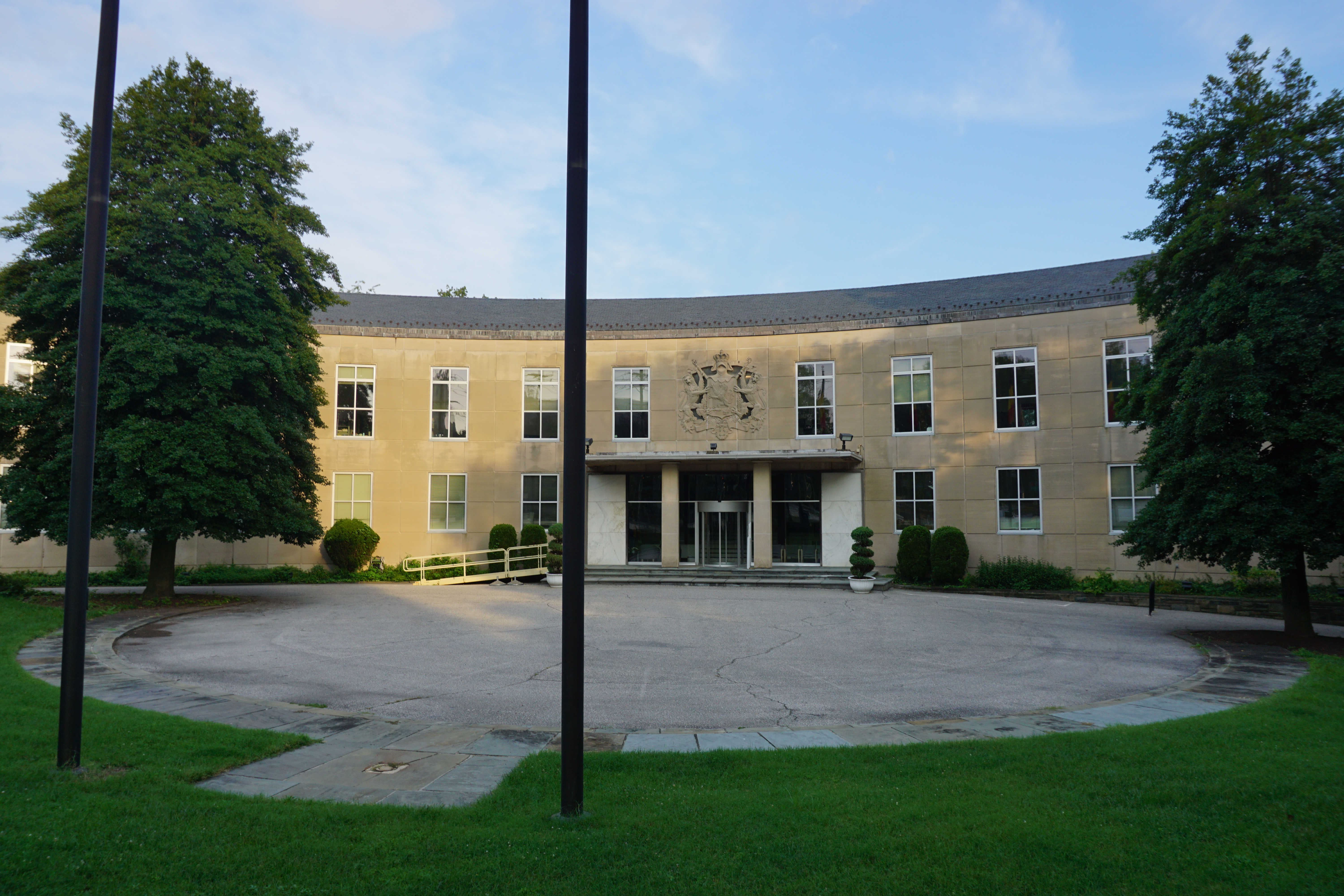
比利时驻华盛顿大使馆
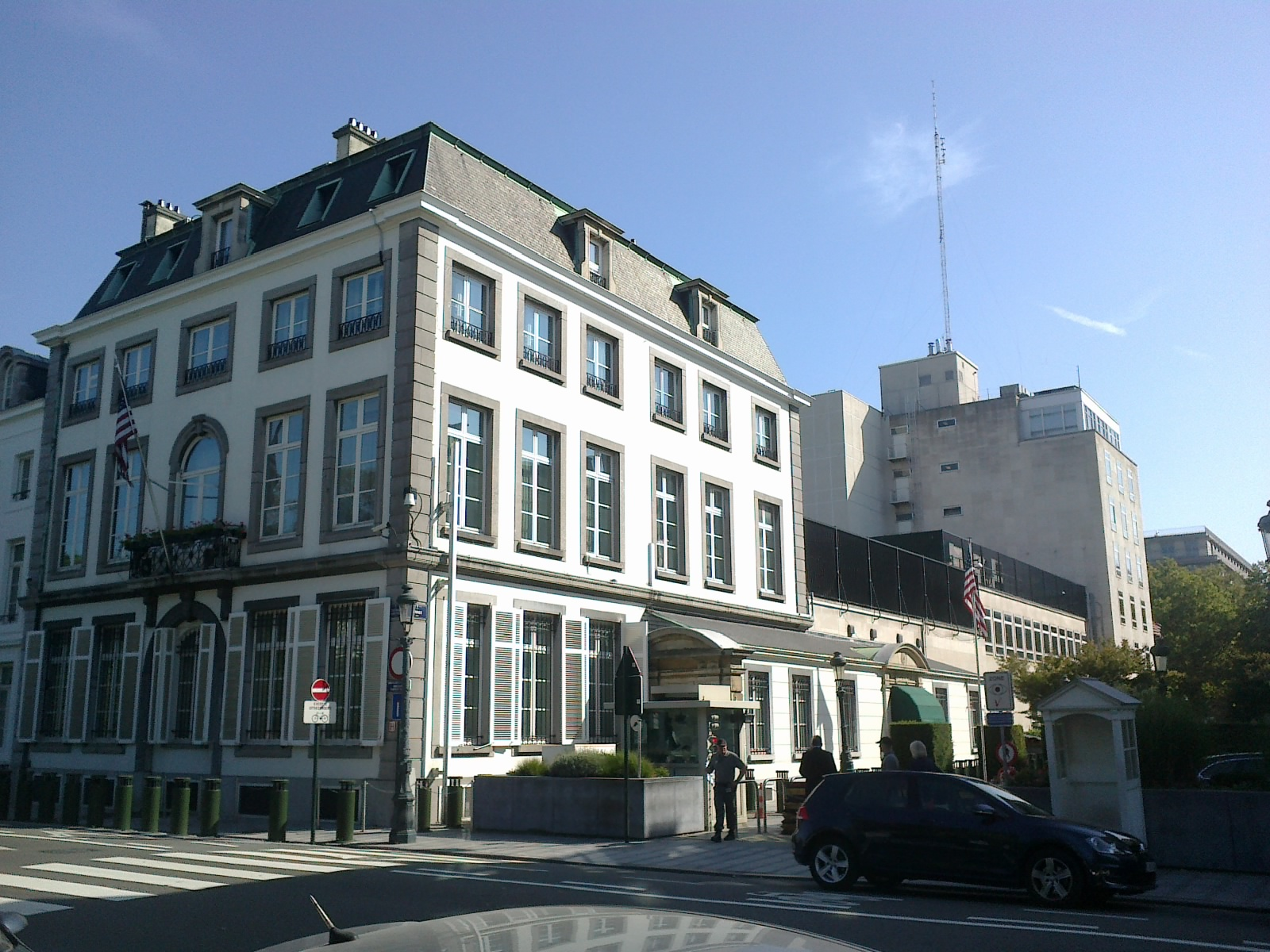
美国驻布鲁塞尔大使馆